# Stow cum Quy
Stow cum Quy [ˌstoʊ_kəm_ˈkwaɪ], örtlich meist verkürzt als Quy bezeichnet, ist eine Gemeinde in Cambridgeshire, England. Der Ort liegt ungefähr 6 km nordöstlich der Stadt Cambridge zwischen der Burwell Road (B1102) und der seit dem Mittelalter bestehenden Straße von Cambridge nach Newmarket (A1303). Die Fläche der Gemeinde beträgt 764 Hektar.

## Lage
Der Ort hat eine direkte Straßenverbindung zur A14 über die Anschlussstelle „Quy“. Anbindung an öffentliche Verkehrsmittel erfolgt über eine Buslinie zwischen Cambridge und Newmarket, die durch die Nachbarorte Bottisham, Lode und Burwell führt. Quy ist gut für den Fahrradverkehr erschlossen.
In der Nähe des Ortes liegen das vom National Trust verwaltete Herrenhaus Anglesey Abbey und die Naturschutzgebiete Quy Fen und Wilbraham Fen. An der nördlichen Grenze der Gemeinde beginnen die landschaftsprägenden Marschländer der Fens, die sich nach Norden bis zur Meeresbucht The Wash in Lincolnshire erstrecken.

## Geschichte
Der Name des Dorfes beruht auf zwei angelsächsischen Siedlungen, die seit 1066 nachweisbar sind. Eine Siedlung mit dem Namen „Stow“ (in der Bedeutung von „Hochgelegener Platz“, da es die höchste Erhebung der unmittelbaren Umgebung ist) befand sich ungefähr in der Gegend der heutigen Kirche. Die zweite Siedlung mit dem Namen „Cow-ey“ („Cow island“ bzw. „Kuh Insel“ nach der Lage direkt in den Marschen) lag dort, wo heute der Swan Pub steht. Im Laufe des 13. Jahrhunderts wurden beide Orte zunächst kirchlich und später auch weltlich zusammen verwaltet. Seit dem frühen 14. Jahrhundert wird der vereinigte Ort meistens als „Stow cum Quy“, oder „Stow Quy“ bezeichnet. Ab dem 20. Jahrhundert bürgerte sich der verkürzte Name „Quy“ ein.
Siedlungsspuren gibt es bereits für die Bronzezeit, ab 1086 lassen sich konkrete, im Laufe der Jahrhunderte schwankende, Bevölkerungszahlen nachweisen oder erschließen. Mit dem Fleam Dyke findet man in unmittelbarer Nähe des Ortes noch Teile eines Befestigungssystems, das der Sicherung der mittelalterlichen Straßen diente. Die erste Erwähnung einer festen Brücke über den nördlich des Ortes fließenden Fluss Quy Water stammt von 1325.
Bis zum 13. Jahrhundert hatte der Ort keine Kirche, sondern verfügte nur über eine kleine Kapelle. Die ältesten Teile der heutigen Kirche St. Mary werden ungefähr auf das Jahr 1300 datiert, ab 1340 ist der Name nachweisbar. Seit diesem Zeitpunkt wurde das Gebäude mehrfach erweitert und renoviert.
Nach dem im Dorf geborenen Bischof und Theaterkritiker Jeremy Collier (1650–1727) ist eine Straße benannt.

## Dorfleben
In Quy gibt es zurzeit vier Gaststättenbetriebe. Der größte ist das Quy Mill Hotel, der älteste das 1750 eröffnete White Swan. Zwei weitere Pubs sind das in den 1840er-Jahren gegründete The Missing Sock und das aus dem späten 19. Jahrhundert stammende The Wheatsheaf.
Das Ortsschild wurde anlässlich des Silbernen Thronjubiläums von Elisabeth II. aufgestellt.
Der Ort hatte vom frühen 19. Jahrhundert bis 1978 eigene Schulen. Seitdem steht für die Schulausbildung zunächst die Grundschule Bottisham Community Primary School und anschließend meist das Bottisham Village College zur Verfügung. Weiterführende Schulen gibt es zum Beispiel mit den Further Education Sixth Form Colleges in Cambridge.

## Nachbarorte
- Bottisham
- Lode
- Teversham

## Fotos

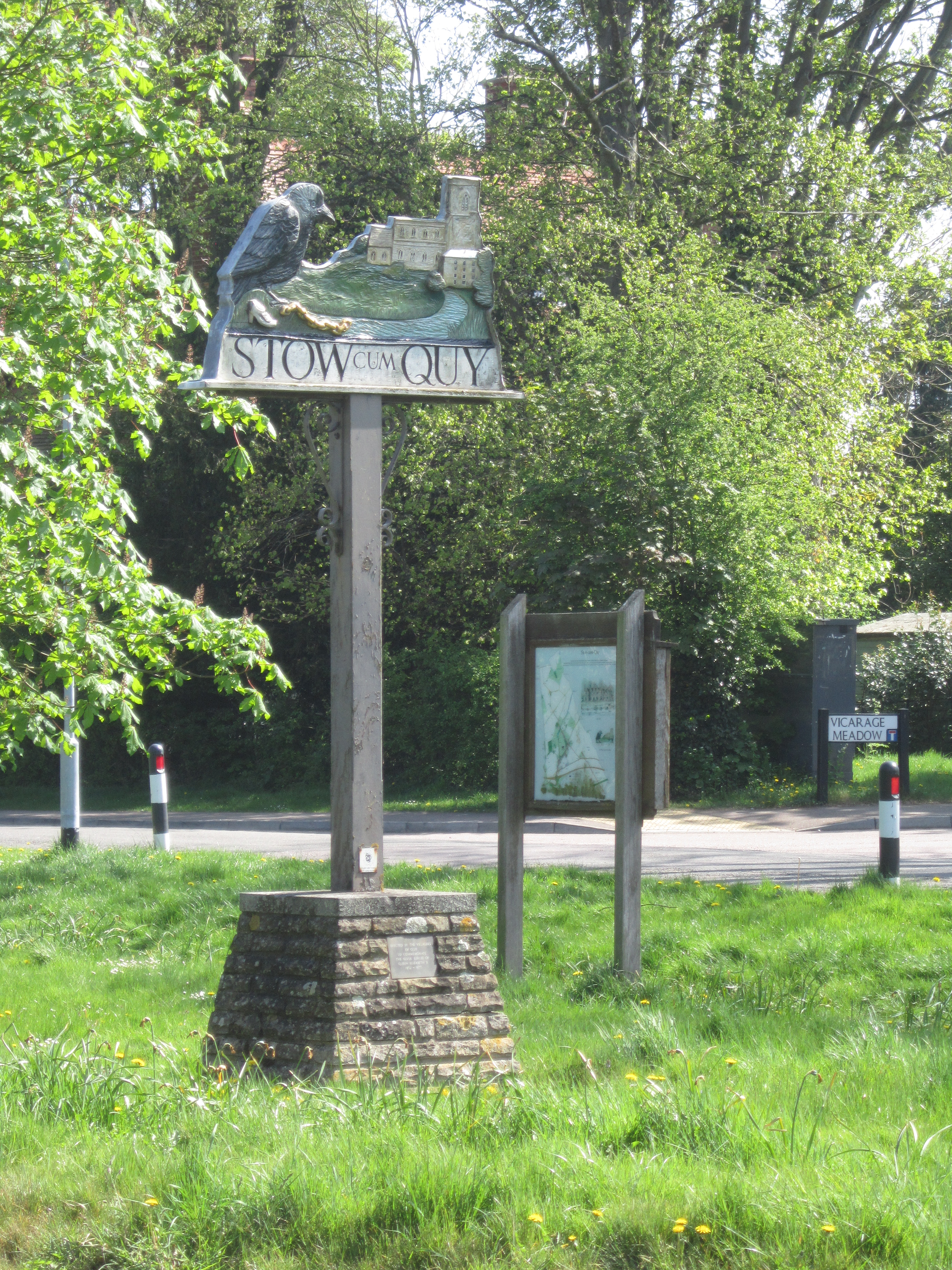
Ortsschild
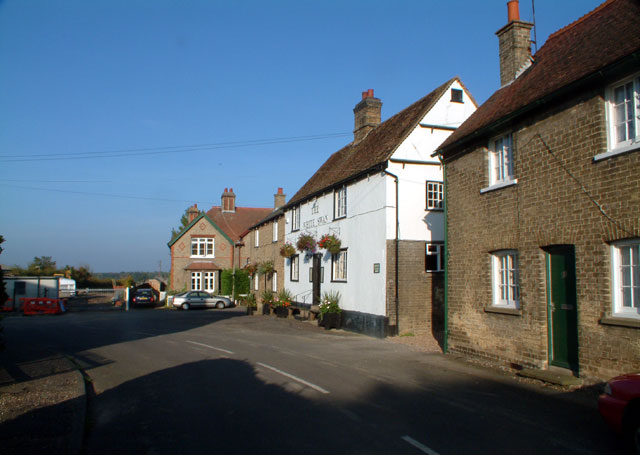
Hauptstraße mit dem White Swan
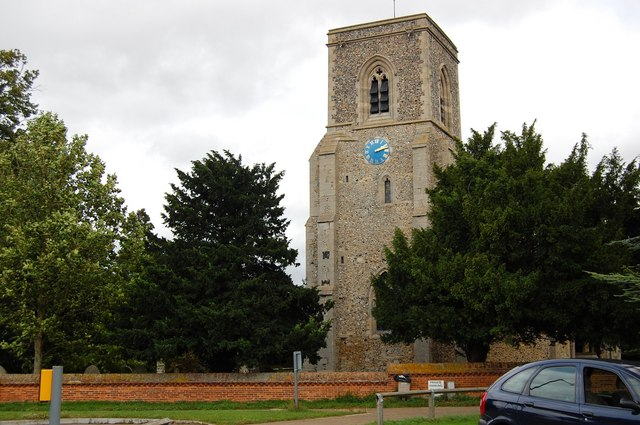
Dorfkirche St Mary
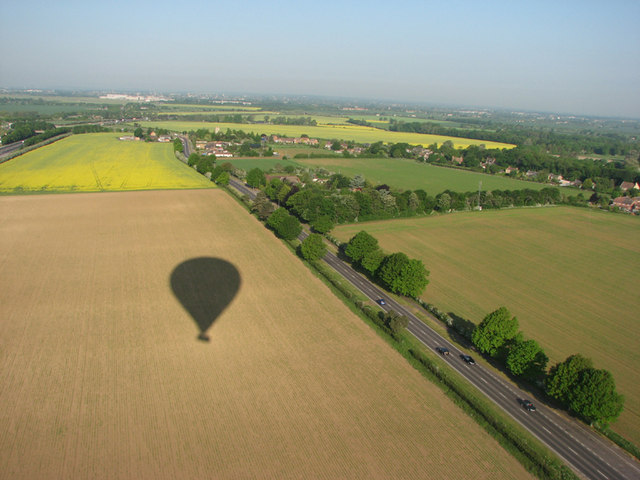
Die Straße nach Newmarket. Rechts im Bild der Ort selber.